# Erscheinungskathedrale (Ischim)

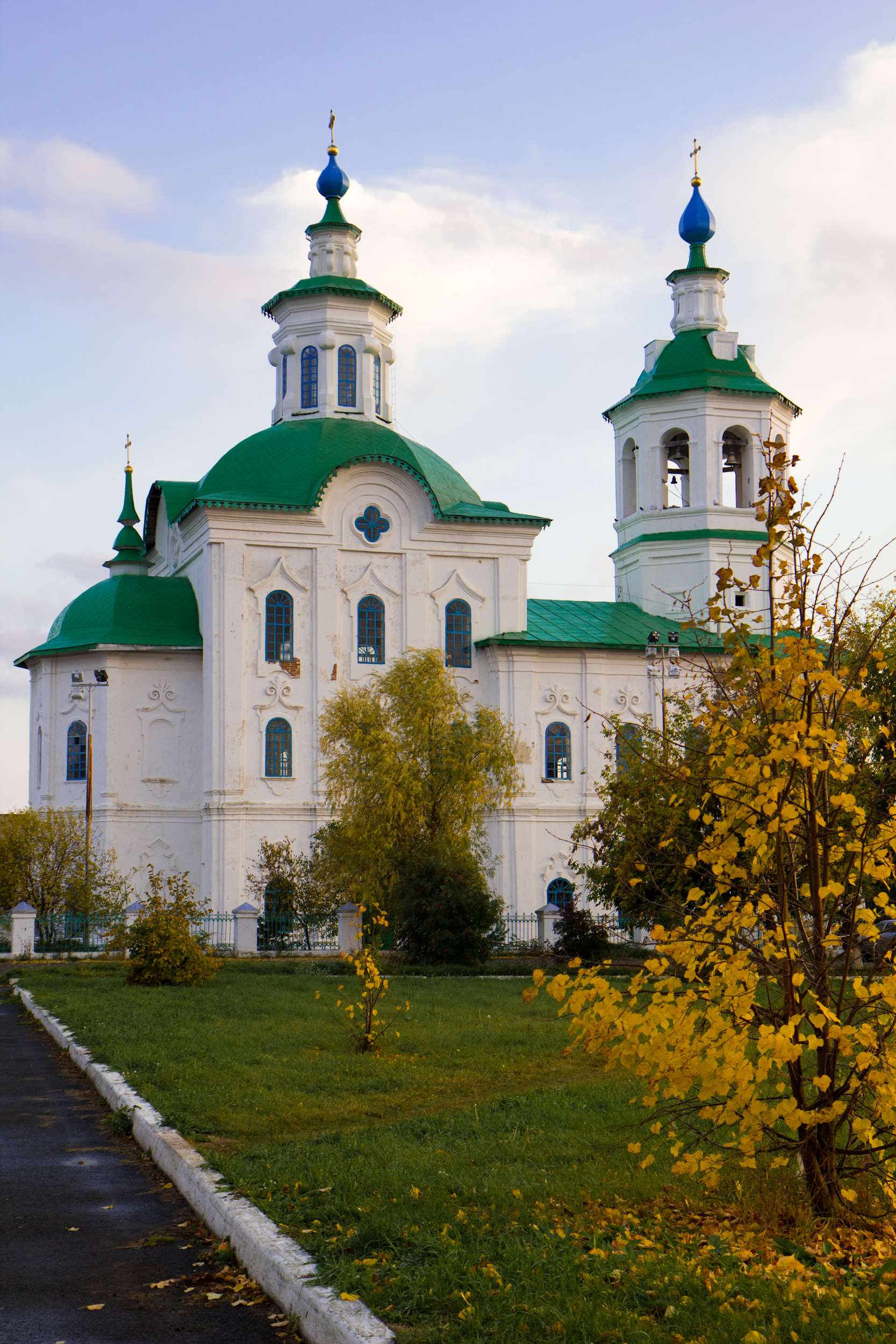
Erscheinungs-Kathedrale in Ischim

Die Erscheinungs-Kathedrale (oder Epiphaniaskathedrale; russ. Собор в честь Богоявления Господня в Ишиме, abgekürzt. Ишимский Богоявленский собор) ist eine in Ischim gelegene russisch-orthodoxe Kathedrale der Eparchie Ischim.

## Lage
Die Kathedrale wurde an einer Flussbiegung der Ischim am Kiseljowski-Kap errichtet. Dieser aus Sandstein und Ton bestehende  Ufervorsprung wurde von Westen her durch die Ischim allmählich unterspült, so dass eine Gefahr für die Kathedrale entstand. Um diese Gefahr zu beseitigen, wurde Mitte des 19. Jahrhunderts ein neues Flussbett für die Ischim durch den Sitkino-See gebaut; das alte Gewässerbett wurde durch einen Deich abgetrennt, damit entstand ein Altwasser Ischimtschik.

## Geschichte
Die erste Kirche, die Nikolaus-Holzkirche, entstand zur Ortsgründung Ende des 17. Jahrhunderts und wurde 1726 durch einen Brand zerstört. Eine zweite, die wiederhergestellte Nikolaus-Kirche, ebenfalls aus Holz errichtet, war ein Jahrhundert später schon hinfällig. Im März 1773 begann eine Sammlung von Spenden für den Bau eines neuen Kirchengebäudes und am 7. Julijul. / 18. Juli 1775greg. wurde der Grundstein gelegt. Es handelte sich um die erste Steinkirche in dem umfangreichen Gebiet des Südens der heutigen Oblast Tjumen. Den konkreten Plan sowie die Fassade des Gebäudes entwarf man in der Eparchie Tobolsk, deswegen ähnelt die Erscheinungs-Kathedrale den Kirchen von Tobolsk. Auch die Bauarbeiter kamen aus Tobolsk. 
Der Bau dauerte annähernd 40 Jahre, unter anderem weil Material schleppend ausgeliefert wurde. 1782 wurde das Refektorium gebaut. Dieses sollte vorläufig für Gottesdienste dienen und am 10. Maijul. / 21. Mai 1782greg. wurde es dem Nikolaus von Myra geweiht. Seitdem werden Gottesdienste in der warmen Jahreszeit hier durchgeführt, im Winter nutzte man eine alte beheizbare Holzkirche. Nach Vollendung der ersten Etage im Jahr 1790, wurde die Kirche der Erscheinung des Herrn geweiht und mit dem Ikonostas der Nikolaus-Holzkirche ausgestattet. Nach einer Pause mindestens bis 1794 wurde die zweite Etage im Jahr 1809 abgeschlossen. Erst nach dem Jahr 1821 (das genaue Jahr ist unbekannt), als ein neues Ikonostas fertig war, entstand hier die Mariä-Entschlafens-Kirche. Mit dem 1814 vollendeten Glockenturm war der Bau der Erscheinungs-Kathedrale abgeschlossen.
Die Erscheinungs-Kathedrale galt als Zentrum des Geistlichen Lebens von Westsibirien. Unter anderem, wurde hier 1815 Pjotr Pawlowitsch Jerschow getauft. Im Winter wurde am Sobornaja-Platz (wo sich die Kathedrale befindet) der bekannte Nikolskaja-Jahrmarkt organisiert. Anfang der 1890er Jahre wurde die Kathedrale restauriert. 1914 war die Zahl der Gemeindemitglieder auf ca. 5500 angewachsen.
Unter der Sowjetherrschaft wurde am 17. Juli 1930 die Kathedrale für Gottesdienste geschlossen. Das Gebäude wurde zunächst als Getreidelager genutzt, seit Anfang der 1960er Jahre gehörte es zum Wasserversorgungssystem Ischims. 1962 erfolgte eine Reparatur. Im Jahr 1989 begann die Restaurierung des Gebäudes zur gottesdienstlichen Verwendung, im April 1992 wurde das Kirchengebäude dann an die Russisch-Orthodoxe Kirche zurückgegeben. 
Im Dezember 2012 erhielt die Kathedrale den Status eines Kulturdenkmals mit föderaler Bedeutung (also mit besonderer staatlicher Bedeutung).

## Beschreibung
Die Kathedrale wurde im Stil «Sibirisches Barock» errichtet und verfügt über eine für die russische Kirchenarchitektur traditionelle dreiteilige Komposition: die eigentliche Kirche mit einem Altar, ein Refektorium und Narthex mit einem zweistufigen Glockenturm, dessen Höhe 36 Meter beträgt. Das Kirchengebäude ist zweistöckig: der erste Stock ist 4 Meter hoch, der zweite, mit den zwei Fensterreihen, 13 Meter. Die Höhe der Kirche beträgt 35 Meter. Die Gesamtlänge von der Kathedrale beträgt 37 Meter, die maximale Breite 15,5 Meter. Die Kirche sowie der Glockenturm sind mit komplizierten Kuppeln bedeckt: Jede oktaedrische Kuppel verfügt über eine oktaedrische Laterne, die mit einer kleinen zwiebelförmigen Kuppel (sogenannte Makowka) gekrönt ist.